# Alchemilla zapalowiczii
Alchemilla zapalowiczii är en rosväxtart som beskrevs av Pawl.. Alchemilla zapalowiczii ingår i släktet daggkåpor, och familjen rosväxter. Inga underarter finns listade i Catalogue of Life.